# فرودگاه میرز–دایورز
فرودگاه میرز-دایورز (به انگلیسی: Meyers-Diver's Airport) یک فرودگاه همگانی است که یک باند فرود چمن و G دارد و طول باند آن ۵۵۵ متر است. این فرودگاه در کشور ایالات متحده آمریکا قرار دارد و در ارتفاع ۲۴۸ متری از سطح دریا واقع شده‌است.